# Bull Terrier
Bull Terrier este o rasă de câini de talie medie, cu corp scund și musculos. Exemplare din această rasă au fost folosite în secolul al XIX-lea în luptele cu taurii. La baza rasei Bull Terrier se află Old English Terrier (un câine care era mult mai mare decât actualul Bull Terrier). Blana este scurtă și aplatizată pe forma corpului, de diferite culori. Înălțimea la greabăn este între 45 și 50 cm, iar greutatea între 25 și 33 kg. În 1936, s-a hotărât că Bull Terrier-ul alb și cel colorat să fie considerați varietăți distincte ale aceleași rase. La început Bull Terrierul complet Alb a fost cunoscut ca și White Cavalier (Cavalerul Alb) și a fost câinele de pază preferat de familiile regale. 
Bull Terrierul educat corespunzător devine un câine prietenos, cu temperament bun, cunoscut pentru simțul natura dominantă ce necesită control ferm din partea proprietarului. Este un luptător tenace, deseori agresiv către alte animale.
Bull Terrierul este numit de specialiști și „gladiatorul câinilor”. Are o structură musculară bine definită. În trecut, acești câini erau puși să participe la lupte.

## Istorie

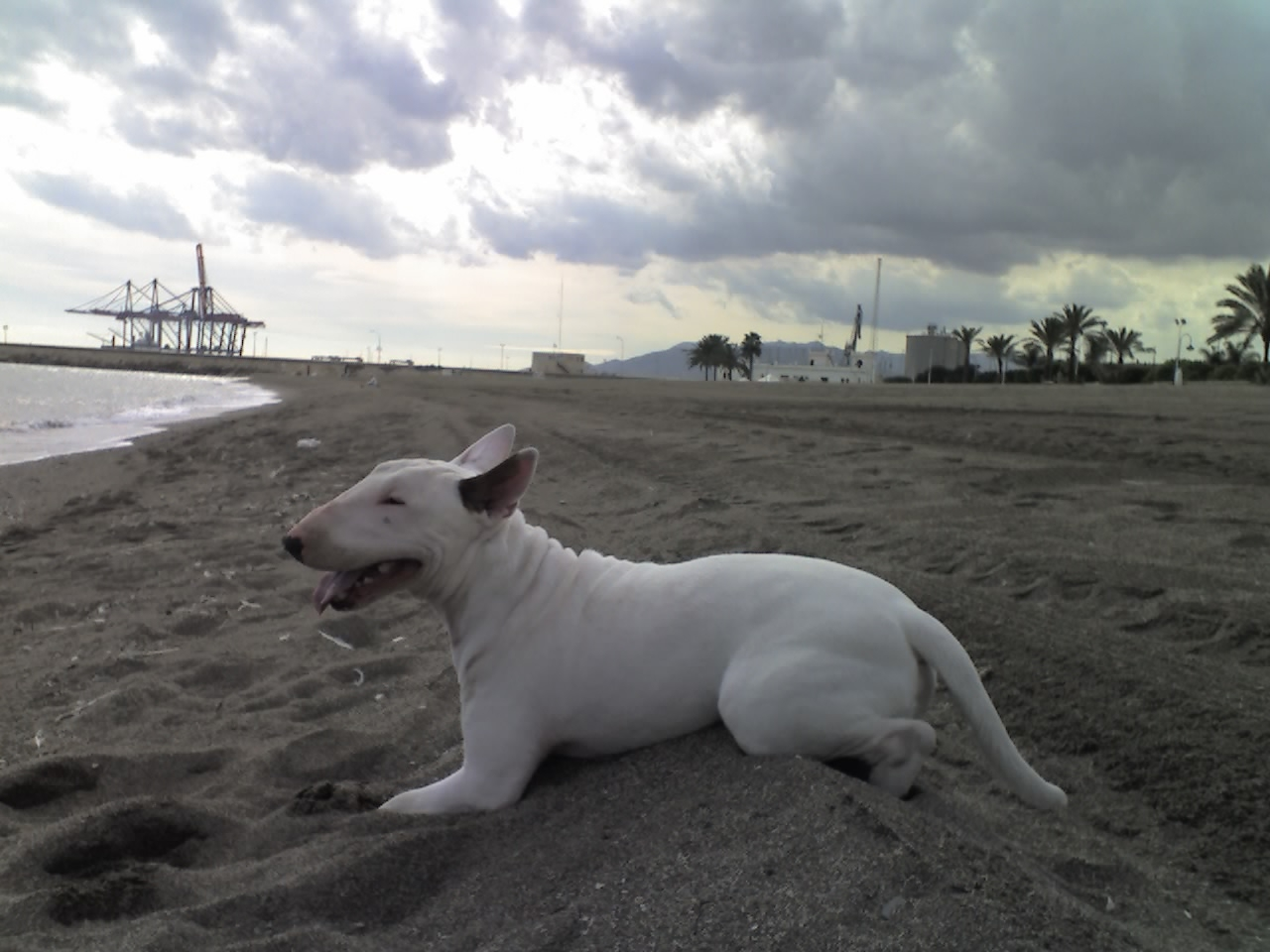
Bull Terrier

Acest câine a rezultat din încrucișarea Terrierului cu vechiul Bulldog englez la începutul secolului al XIX-lea. Era agil și folosit pentru momirea taurilor, lupte canine și înlăturarea dăunătorilor din gospodării. Era prețuit pentru curaj, agilitate și viteză.

## Sănătate
Câinii din rasa Bull Terrier sunt, în general, sănătoși, dar ca orice alt câine din alte rase, aceștia pot avea unele probleme de sănătate precum:
- Nefrita ereditară – este o formă severă de boală renală care se întâlnește în mod frecvent la această rasă, adesea când aceștia au o vârstă fragedă. Este cauzată de existența unor rinichi mici și nedezvoltați sau de o malformație la nivelul filtrării rinichilor, ceea ce duce la un nivel ridicat de proteine în urină. Cainii care au această boală, de obicei, mor înainte de a împlini vârsta de trei ani, deși există unii care trăiesc până la 6-8 ani înainte de a avea insuficiență renală.

- Displazie renală, o boală congenitală în care rinichii nu se maturizează corect și astfel nu vor avea capacitatea maximă de a-și îndeplini rolul funcțional pe care îl au în organism.

- Surditatea la una sau la ambele urechi – este frecvent întâlnită la cei albi, iar unele exemplare colorate pot suferi de surditate doar la o ureche. Toți puii ar trebui să fie supuși testării auzului pentru a se asigura că auzul lor este normal.

- Boli cardiace.